# Matera Sport 1994-1995
Questa voce raccoglie le informazioni riguardanti il Matera Sport nelle competizioni ufficiali della stagione 1994-1995.

## Risultati

### Campionato

#### Girone di andata
| 1ª giornata | Matera | 2 – 1 | Pro Vasto |  |

| 2ª giornata | Sangiuseppese | 0 – 0 | Matera |  |

| Arbitro: | Di Gaspare (San Benedetto del Tronto) |

|                      |           |                  |
| D’Ermilio 39’ (rig.) | Marcatori | 59’ (rig.) Amura |

| 4ª giornata | Avezzano | 0 – 4 | Matera |  |

| 5ª giornata | Matera | 2 – 1 | Soccer Trani |  |

| 6ª giornata | Battipagliese | 0 – 2 | Matera |  |

| 7ª giornata | Matera | 2 – 0 | Frosinone |  |

| 8ª giornata | Matera | 4 – 1 | Benevento |  |

| 9ª giornata | Catanzaro | 1 – 1 | Matera |  |

| 10ª giornata | Matera | 1 – 0 | Albanova |  |

| 11ª giornata | Molfetta | 1 – 1 | Matera |  |

| 12ª giornata | Matera | 2 – 2 | Bisceglie |  |

| 13ª giornata | Formia | 0 – 4 | Matera |  |

| 14ª giornata | Nocerina | 2 – 0 | Matera |  |

| 15ª giornata | Matera | 1 – 0 | Astrea |  |

| 16ª giornata | Fasano | 0 – 1 | Matera |  |

| 17ª giornata | Matera | 2 – 1 | Castrovillari |  |

#### Girone di ritorno
| 18ª giornata | Pro Vasto | 3 – 0 | Matera |  |

| 19ª giornata | Matera | 0 – 0 | Sangiuseppese |  |

| Arbitro: | Serena (Bassano del Grappa) |

|                                |           |                      |
| Donnarumma 3’ Amura 65’ (rig.) | Marcatori | 41’ Fida 45’ Bitetto |

| 21ª giornata | Matera | 1 – 1 | Avezzano |  |

| 22ª giornata | Soccer Trani | 1 – 0 | Matera |  |

| 23ª giornata | Matera | 1 – 0 | Battipagliese |  |

| 24ª giornata | Frosinone | 2 – 0 | Matera |  |

| 25ª giornata | Benevento | 1 – 1 | Matera |  |

| 26ª giornata | Matera | 3 – 0 | Catanzaro |  |

| 27ª giornata | Albanova | 0 – 0 | Matera |  |

| 28ª giornata | Matera | 3 – 1 | Molfetta |  |

| 29ª giornata | Bisceglie | 0 – 0 | Matera |  |

| 30ª giornata | Matera | 2 – 0 | Formia |  |

| 31ª giornata                                 | Matera    | 1 – 0 | Nocerina |  |
| \| \| \| \| \| Cianciotta \| Marcatori \| \| |           |       |          |  |
|                                              |           |       |          |  |
| Cianciotta                                   | Marcatori |       |          |  |

| 32ª giornata | Astrea | 1 – 0 | Matera |  |

| 33ª giornata | Matera | 2 – 1 | Fasano |  |

| 34ª giornata | Castrovillari | 1 – 0 | Matera |  |

#### Play-off
| Andata semifinali | Albanova | 0 – 0 | Matera |  |

| Ritorno semifinali                      | Matera    | 1 – 0 | Albanova |  |
| \| \| \| \| \| Tatti \| Marcatori \| \| |           |       |          |  |
|                                         |           |       |          |  |
| Tatti                                   | Marcatori |       |          |  |

| Arbitro: | Rossi (Ciampino) |

|                           |           |             |
| Lunerti 2’ Donnarumma 66’ | Marcatori | 33’ Bitetto |

### Coppa Italia
|  | Matera | 0 – 0 | Casarano |  |

|  | Casarano | 2 – 1 | Matera |  |

## Statistiche

### Statistiche di squadra
| Competizione         | Punti | Totale | Totale | Totale | Totale | Totale | Totale |
| Competizione         | Punti | G      | V      | N      | P      | Gf     | Gs     |
| -------------------- | ----- | ------ | ------ | ------ | ------ | ------ | ------ |
| Serie C2             | 62    | 34     | 17     | 11     | 6      | 46     | 25     |
| Coppa Italia Serie C | 1     | 2      | 0      | 1      | 1      | 1      | 2      |

### Statistiche dei giocatori
| Giocatore      | Campionato | Campionato |
| Giocatore      | Pres       | Gol        |
| -------------- | ---------- | ---------- |
| N. Ancis       | 3          | 0          |
| F. Battafarano | 3          | 0          |
| G. Bellomo     | 1          | 0          |
| V. Bitetto     | 31         | 6          |
| A. Bruno       | 30         |            |
| A. Cianciotta  | 28         | 2          |
| L. Della Torre | 5          |            |
| R. D'Ermilio   | 30         | 9          |
| A. Deruggiero  | 32         | 1          |
| A. De Solda    | 32         | 0          |
| F. Falaguerra  | 33         | 6          |
| M. Fida        | 21         | 3          |
| D. Giannascoli | 13         | 0          |
| L. Landonio    | 25         | 3          |
| G. Leo         | 27         | 0          |
| A. Lo Re       | 9          | 1          |
| N. Losacco     | 5          | 0          |
| P. Martinelli  | 10         | 0          |
| D. Onofrio     | 22         | 1          |
| G. Piscaglia   | 9          | 0          |
| M. Ronzat      | 3          | 0          |
| T. Tatti       | 29         | 10         |
| D. Toledo      | 31         | 4          |
| A. Vanacore    | 2          | 0          |